# Стадолина
Стадолина (итал. Stadolina) је насеље у Италији у округу Бреша, региону Ломбардија.
Према процени из 2011. у насељу је живело 249 становника. Насеље се налази на надморској висини од 1062 м.